# 89 Aquarii
89 Aquarii (nota anche come c3 Aquarii) è una stella binaria di magnitudine 4,73 situata nella costellazione dell'Aquario. Dista circa 500 anni luce dal sistema solare.

## Osservazione
Si tratta di una stella situata nell'emisfero celeste australe; grazie alla sua posizione non fortemente australe, può essere osservata dalla gran parte delle regioni della Terra, sebbene gli osservatori dell'emisfero sud siano più avvantaggiati. Nei pressi dell'Antartide appare circumpolare, mentre resta sempre invisibile solo in prossimità del circolo polare artico. La sua magnitudine pari a 4,7 fa sì che possa essere scorta solo con un cielo sufficientemente libero dagli effetti dell'inquinamento luminoso.
Il periodo migliore per la sua osservazione nel cielo serale ricade nei mesi compresi fra fine agosto e dicembre; da entrambi gli emisferi il periodo di visibilità rimane indicativamente lo stesso, grazie alla posizione della stella non lontana dall'equatore celeste.

## Caratteristiche fisiche
La stella è una gigante gialla; possiede una magnitudine assoluta di -1,29 e la sua velocità radiale negativa indica che la stella si sta avvicinando al sistema solare.

## Sistema stellare
89 Aquarii è un sistema stellare formato da due componenti, con la componente B, di magnitudine 6,2, separata da 0,4 secondi d'arco da A e con angolo di posizione di 007 gradi. Il periodo orbitale è stimato essere di 201 anni, con A e B che hanno una massa, rispettivamente, di 2,9 e 2 M⊙. La secondaria è una stella bianca di sequenza principale di tipo spettrale A2V.